# It's Only Rock 'n' Roll (Hardcore Superstar)
It's Only Rock'n'Roll è considerato il primo album in studio del gruppo musicale svedese Hardcore Superstar, pubblicato come promo nel 1998 tramite la Gain.

## Tracce
1. Hello/Goodbye
2. Baby Come Along
3. Send myself to Hell
4. Bubblecum Ride
5. Rock'n'Roll
6. Someone Special
7. Dig a Hole
8. Punk Rock Song
9. Right Here, Right Now
10. So Deep Inside
11. Fly Away (traccia nascosta)

## Formazione
- Jocke Berg - voce
- Silver Silver - chitarra
- Martin Sandvik - basso
- Dyna Mike - batteria